# Daniel Bäckström
Anders Gunnar Daniel Bäckström, född 18 november 1975 i Tveta församling i Värmlands län, är en svensk politiker (centerpartist). Han är ordinarie riksdagsledamot sedan 2014 (dessförinnan tjänstgörande ersättare i riksdagen 2013 och 2014), invald för Värmlands läns valkrets, och Centerpartiets gruppledare sedan 2022. Bäckström är försvarspolitisk och landsbygdspolitisk talesperson för Centerpartiet.

## Biografi
Bäckström är son till gymnasieläraren Folke Bäckström och Ann-Sofie Bäckström. Hans far var verksam som pastor i EFS. Bäckström gick sin gymnasiala utbildning på Karlbergsgymnasiet i Åmål. Efter studierna gjorde han värnplikt vid A9 i Kristinehamn. Bäckström studerade sedan statsvetenskap vid Karlstads universitet.  Han har varit väktare och kommunalråd i Säffle kommun.
Bäckström blev 2002 vice ordförande i kommunstyrelsen i Säffle kommun. Han blev 2005 ordförande för kommunstyrelsen i Säffle kommun efter Halvar Pettersson.
Han är medlem i EFS och var ledamot i dess styrelse fram till 2013.

### Riksdagsledamot
Bäckström kandiderade i riksdagsvalet 2010 och blev ersättare. Han var tjänstgörande ersättare för Erik A. Eriksson 22 april–31 maj 2013 och 1 april–18 juni 2014. Bäckström är ordinarie riksdagsledamot sedan valet 2014.
I riksdagen är Bäckström ledamot i försvarsutskottet sedan 2014. Han är eller har varit suppleant i bland annat näringsutskottet, skatteutskottet, trafikutskottet, utrikesutskottet, sammansatta utrikes- och försvarsutskottet och Nordiska rådets svenska delegation.
Sedan valet 2022 är Bäckström partiets gruppledare i riksdagen.
Han var ordförande för Riksdagens kristna grupp 2018-2023.